# Stadion Gersag
Stadion Gersag – stadion piłkarski w Emmen, w Szwajcarii. Został otwarty w 1960 roku i zmodernizowany w roku 2009. Może pomieścić 8700 widzów. Swoje spotkania na stadionie rozgrywa drużyna FC Emmenbrücke. W latach 2009–2011, podczas gdy zburzony był stary stadion Allmend, a na jego miejscu trwała budowa Swissporareny na obiekcie tymczasowo występował również FC Luzern.